# Гуанси-джуански автономен регион
Гуанси-джуанският автономен регион (на мандарин:广西壮族自治区; пинин: Guǎngxī Zhuàngzú Zìzhìqū; джуански: Gvangjsih Bouxcuengh Swcigih) или само Гуанси (на мандарин:广西; пинин: Guǎngxī; джуански:Gvangjsih) e автономен регион в югозападната част на Китай. Административен център и най-голям град в провинцията е град Наннин. Площта му е 237 818 км2. По приблизителна оценка за 2017 г. населението на провинцията е 48 850 000 жители.